# Guatteria cuatrecasasii
Guatteria cuatrecasasii este o specie de plante angiosperme din genul Guatteria, familia Annonaceae, descrisă de D. Sánchez. Conform Catalogue of Life specia Guatteria cuatrecasasii nu are subspecii cunoscute.